# Sonny Lee
Sonny Lee (eigentlich Thomas Ball Lee; * 26. August 1904 in Huntsville, Texas; † 17. Mai 1975 in Amarillo) war ein US-amerikanischer Posaunist des frühen Jazz.

## Leben und Wirken
Lee lernte Posaune, als er Lehrer-Colleges in Texas und in St. Louis besuchte. In Houston arbeitete er mit Peck Kelley; in St. Louis, wo er u. a. auch im Booker T. Washington Theatre auftrat, spielte er bei den Scranton Sirens, 1925 mit Frankie Trumbauer, außerdem bei Gene Rodemich, Vincent Lopez und Paul Specht. In St. Louis wirkte er bei Aufnahmen von Charlie Creath für Okeh Records mit.
In den 1930er Jahren arbeitete Lee in New York in den Swing-Orchestern von Isham Jones (1932–36), Benny Goodman (1934/35), Charlie Barnet (1936), Artie Shaw und in Woody Herman erster Bigband, als Solist zu hören in I’ve Had the Blues So Long und Take It Easy (1936). Von 1936 bis 1938 spielte er bei Bunny Berigan, als Solist in I Can’t Get Started  und Mahagony Hall Stomp (1937).
Von 1938 bis 1946 spielte er bei Jimmy Dorsey. Im Bereich des Jazz war er zwischen 1925 und 1946 an über 200 Aufnahmesessions beteiligt.